# Cinematica

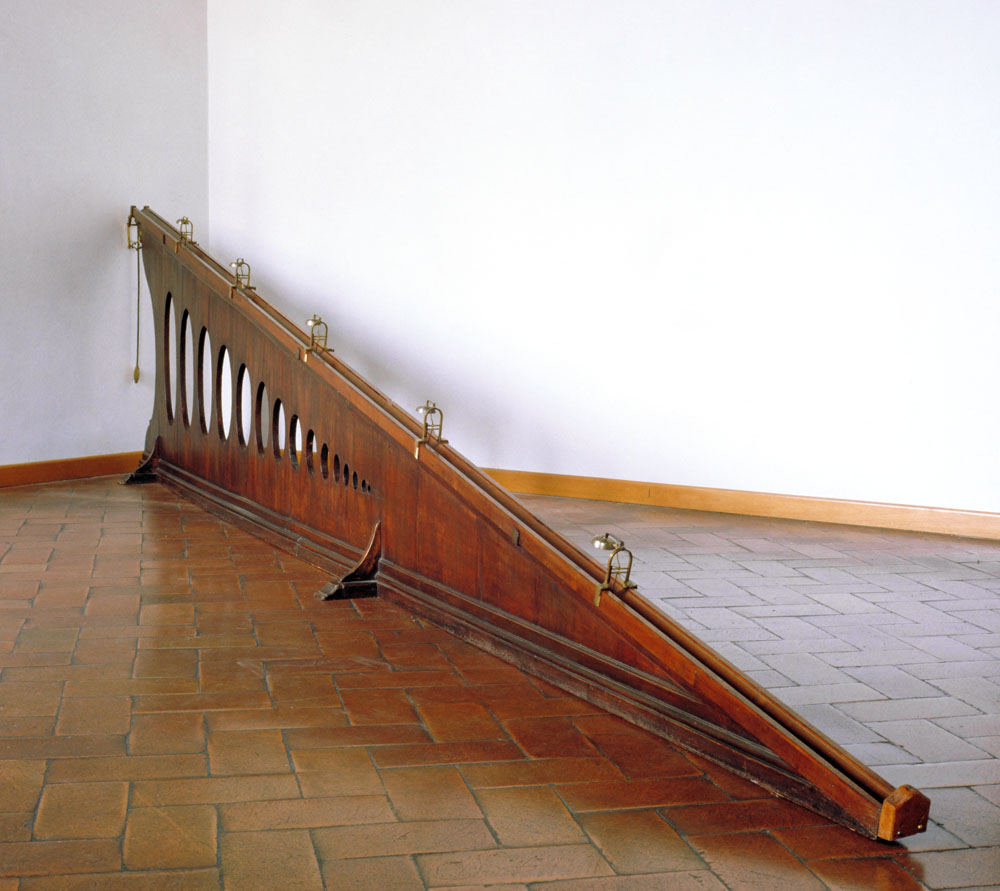
Piano inclinato per illustrare la legge galileiana di caduta dei corpi, Museo Galileo, Firenze.

Rappresentazione di un corpo su un piano inclinato

La cinematica (dal termine francese cinématique, coniato dal fisico André-Marie Ampère dal greco κίνημα -ατος, kinema -atos = «movimento», derivato a sua volta dal verbo κινέω, kineo = «muovo») è quel ramo della meccanica newtoniana che si occupa di descrivere quantitativamente il moto dei corpi, ricorrendo esclusivamente alle nozioni di spazio e di tempo, indipendentemente dalle cause (forze) del moto stesso, compito invece della dinamica.

## Storia
La cinematica moderna nasce con gli studi di Galileo Galilei, ma la sua definizione moderna, che utilizza i principi di calcolo infinitesimale, si può datare all'allocuzione di Pierre Varignon il 20 gennaio 1700 davanti all'Accademia Reale delle Scienze di Parigi. Nella seconda metà del XVIII secolo viene arricchita dai contributi di Jean Le Rond d'Alembert e André-Marie Ampère. Con la Teoria della relatività di Albert Einstein nel 1905 ha inizio la cinematica relativistica.

## Descrizione

### Concetti base

Esempio di rappresentazione di un punto materiale, concetto chiave della cinematica

Rappresentazione di alcuni punti nel piano cartesiano, base dello studio e rappresentazione del moto sotto forma di sistema di riferimento

Per studiare nella maniera più generale possibile il moto di un corpo si inizia a trattarlo come se fosse un semplice punto geometrico, cioè un corpo di dimensioni trascurabili rispetto allo spazio in cui si muove. In cinematica tale punto è detto anche punto materiale o particella.Procedendo da tale astrazione è possibile studiare il moto di corpi più complessi quali fluidi e corpi rigidi.
A tale punto generico si associa una coordinata in un riferimento cartesiano. Esso è detto sistema di riferimento. In questo modo la posizione del corpo può essere individuata da un vettore, detto per questo vettore posizione che parte dall'origine del sistema di riferimento e arriva fino al punto di cui si vuole studiare il moto.

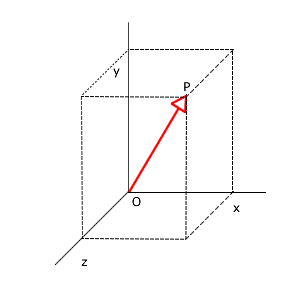
Il vettore posizione di P ha modulo pari alla distanza OP, direzione giacente sulla retta che unisce i due punti e verso da O a P

Poiché il punto si muove è necessario anche specificare una coordinata temporale nel quale si trovi il punto. Esso è dunque definito da quattro grandezze, tre coordinate spaziali e una temporale, tutte in uno spazio vettoriale. Per questo motivo la cinematica è anche detta geometria del movimento. L'insieme delle posizioni che assume il corpo nel tempo è detta traiettoria. Lo scopo della cinematica è dunque determinare l'equazione del moto e, in particolare, la legge oraria, cioè la funzione {\displaystyle \mathbf {r} (t)} che descrive la posizione in funzione dell'istante di tempo.

### Velocità
Per descrivere il moto traslazionale di un corpo in maniera più dettagliata, si definisce la velocità come la derivata prima dello spostamento rispetto al tempo. Pertanto, se è nota la velocità traslazionale di un corpo è possibile determinare la sua legge oraria risolvendo un'equazione differenziale del primo ordine:
{\displaystyle \mathbf {v} (t)={\frac {\mathrm {d} \mathbf {r} (t)}{\mathrm {d} t}}\implies \mathbf {r} (t)=\mathbf {r} (t_{0})+\int _{t_{0}}^{t}\mathbf {v} (\tau )\ \mathrm {d} \tau }
Al fine di descrivere i moti rotazionali, risulta efficace misurare lo spostamento angolare, inteso come la variazione dell'angolo spazzato dal raggio vettore, o lo spostamento areolare, inteso come la variazione della superficie spazzata dal raggio vettore. Pertanto vengono definite la velocità angolare e la velocità areolare, rispettivamente, come le derivate prime dello spostamento angolare e dello spostamento areolare rispetto al tempo. 
{\displaystyle {\boldsymbol {\omega }}={\frac {\mathrm {d} {\boldsymbol {\theta }}}{\mathrm {d} t}};\qquad {\dot {\mathbf {A} }}={\frac {\mathrm {d} \mathbf {A} }{\mathrm {d} t}}}

### Accelerazione
Poiché non sempre la velocità traslazionale è costante, è possibile definire l'accelerazione come la derivata prima della velocità rispetto al tempo. Analogamente al caso precedente, se è nota l'accelerazione di un corpo è possibile determinare l'equazione della velocità risolvendo un'equazione differenziale del primo ordine:
{\displaystyle \mathbf {a} (t)={\frac {\mathrm {d} \mathbf {v} (t)}{\mathrm {d} t}}\implies \mathbf {v} (t)=\mathbf {v} (t_{0})+\int _{t_{0}}^{t}\mathbf {a} (\tau )\ \mathrm {d} \tau }
Si deduce che se è nota l'accelerazione si possono conoscere la velocità e la posizione conoscendo però anche le condizioni iniziali del moto, cioè la velocità e la posizione all'istante iniziale {\displaystyle t_{0}} ({\displaystyle \mathbf {v} (t_{0})} e {\displaystyle \mathbf {r} (t_{0})}). Al fine di descrivere i moti rotazionali, vengono definite l'accelerazione angolare e l'accelerazione areolare, rispettivamente, come le derivate prime della velocità angolare e della velocità areolare rispetto al tempo.
{\displaystyle {\boldsymbol {\alpha }}={\frac {\mathrm {d} {\boldsymbol {\omega }}}{\mathrm {d} t}};\qquad {\ddot {\mathbf {A} }}={\frac {\mathrm {d} {\dot {\mathbf {A} }}}{\mathrm {d} t}}}

### Derivate successive

Moto circolare

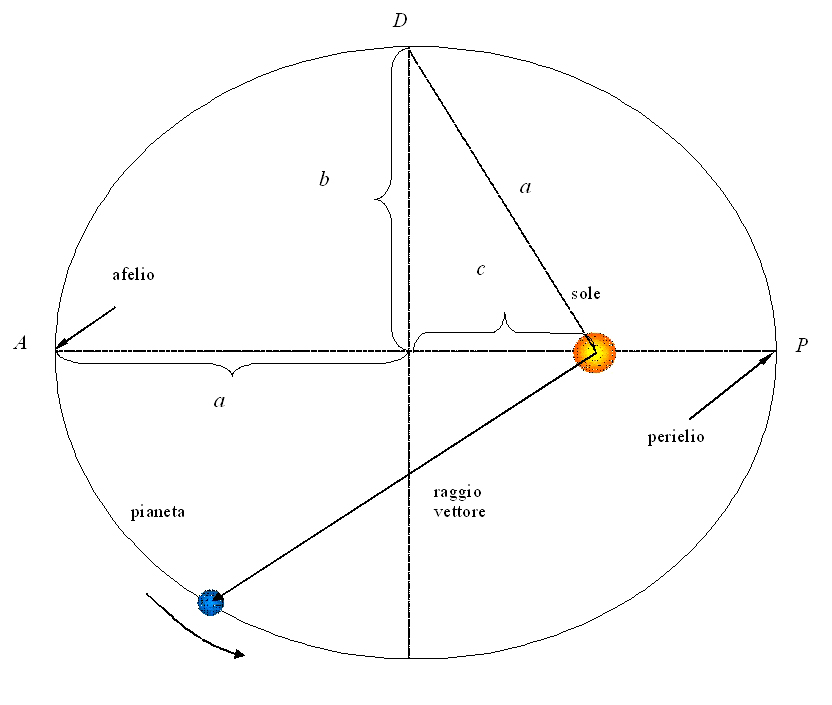
Moto ellittico dei pianeti intorno al Sole

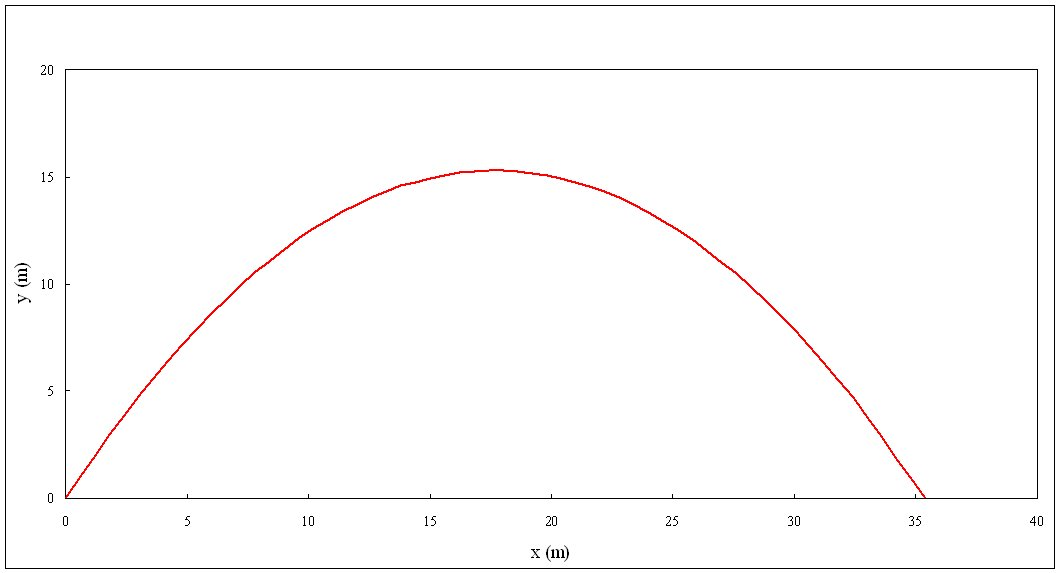
Moto parabolico

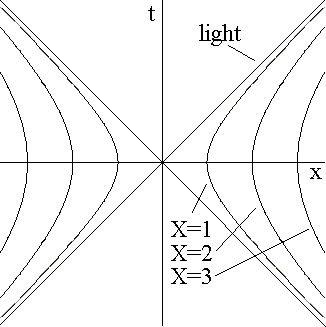
Moto iperbolico

Moto elicoidale uniforme

Quando l'accelerazione non è costante, il moto è detto vario e si possono studiare le sue derivate rispetto al tempo. Allo stato attuale, anche in ambito anglosassone, non c'è un accordo comune per i nomi della derivate oltre l'accelerazione, al punto di esser state definite «qualcosa di alquanto faceto», poiché, tolto lo strappo {\displaystyle \mathbf {j} (t)} (in inglese jerk o jolt), la derivata terza dello spostamento, in inglese la derivata quarta, quinta e sesta vengono chiamate, in maniera un po' scherzosa, Snap, Crackle e Pop, indicate con {\displaystyle \mathbf {s} (t)}, {\displaystyle \mathbf {c} (t)} e {\displaystyle {\boldsymbol {\wp }}(t)}, (adattate in italiano con sbalzo, crepitio e schiocco) in onore delle omonime mascotte dei cereali Rice Krispies. Tuttavia le derivate della posizione successive all'accelerazione, in genere, non sono di grande interesse fisico.

### Tipologie del moto
Introducendo delle ipotesi sull'andamento della velocità e dell'accelerazione è possibile trovare la legge oraria di vari tipi di moto e da essa si trova la traiettoria. Ad esempio se si impone che il vettore velocità sia costante si ottiene un moto rettilineo uniforme. I principali tipi di moto sono:
- stato di quiete
- moto rettilineo uniforme: tipico del punto che mantiene costante modulo, direzione e verso del vettore velocità;
- moto rettilineo uniformemente accelerato: punto che si muove con velocità regolarmente variabile in modulo e con direzione e verso costanti;
- moto circolare uniforme: punto che si muove lungo una circonferenza con modulo della velocità costante;
- moto circolare uniformemente accelerato: punto che si muove lungo una circonferenza con velocità regolarmente variabile in modulo e con direzione e verso costanti;
- moto ellittico: caratteristico dei corpi sottoposti a un potenziale legato a una forza conservativa;
- moto parabolico: punto che si muove nelle due dimensioni di un piano verticale con velocità orizzontale costante e accelerazione verticale costante;
- moto iperbolico: punto che si muove secondo una traiettoria iperbolica;
- moto armonico: tipico della massa del pendolo o dello stantuffo del motore;
- moto elicoidale uniforme: moto tridimensionale di un punto, che si compone di un moto piano circolare uniforme in un piano e di un moto rettilineo uniforme nella direzione perpendicolare al piano detto.

## Moti relativi
La cinematica si occupa anche di determinare la posizione, la velocità e l'accelerazione di un generico punto in un sistema di riferimento, detto {\displaystyle O^{'}} in moto rispetto ad un altro fisso detto {\displaystyle O}, in cui tali grandezze sono già note. 

### Posizione
Detta {\displaystyle \mathbf {r} } la posizione del punto rispetto ad {\displaystyle O} e {\displaystyle \mathbf {r} _{O^{'}}} la posizione dell'origine di {\displaystyle O^{'}} rispetto a {\displaystyle O} la posizione del punto {\displaystyle P} rispetto a {\displaystyle O^{'}} è:
{\displaystyle \mathbf {r^{'}} =\mathbf {r} -\mathbf {r} _{O^{'}}}

### Velocità
Derivando la relazione precedente rispetto al tempo si ottiene la relazione per le velocità. Applicando la relazione di Poisson si trova l'equazione da cui deriva la relazione della composizione delle velocità:
{\displaystyle \mathbf {v^{'}} =\mathbf {v} -\mathbf {v} _{O^{'}}-{\boldsymbol {\omega }}\times \mathbf {r^{'}} }

### Accelerazione
Derivando nuovamente la formula precedente si trova l'accelerazione del corpo rispetto ad {\displaystyle O^{'}}, dove l'ultimo termine è detto accelerazione di Coriolis:
{\displaystyle \mathbf {a'} =\mathbf {a} -\mathbf {a} _{O^{'}}-{\boldsymbol {\omega }}\times ({\boldsymbol {\omega }}\times \mathbf {r'} )-{\boldsymbol {\alpha }}\times \mathbf {r'} -2{\boldsymbol {\omega }}\times \mathbf {v'} }

## Cinematica relativistica
Con la relatività ristretta di Einstein si ebbe una riscrittura delle leggi della cinematica classica. Per la relatività, infatti, nessun corpo, in alcun sistema di riferimento, può avere una velocità maggiore di quella della luce. Da questo postulato è necessario riformulare le equazioni del moto relativo. Tuttavia alle velocità alle quali ci muoviamo gli effetti relativistici sono trascurabili.

### Cinematica classica
- (EN)  Blair G, Making the Cam (PDF), in Race Engine Technology, n. 010, 2005. URL consultato il 29 settembre 2009.
- (EN)  Du Bois, A. Jay The elementary principles of mechanics (1. Kinematics) (Nueva York: John Wiley & Sons, 1894)
- (FR)  Koenigs, Gabriel Xavier Paul Leçons de cinématique, professées à la Sorbonne (Parigi: A. Hermann, 1897)
- Paolo Mazzoldi, Massimo Nigro e Cesare Voci, Fisica 1, Napoli, EdiSES, 2011.
- (FR)  Sicard, H. Traité de cinématique théorique (Parigi: Gauthier-Villars, 1902)
- (EN)  Sprott JC, Chaos and Time-Series Analysis, Oxford University Press, 2003, ISBN 0-19-850839-5.
- (EN)  Sprott JC, Some simple chaotic jerk functions (PDF), in Am J Phys, vol. 65, n. 6, 1997,  pp. 537-43, Bibcode:1997AmJPh..65..537S, DOI:10.1119/1.18585. URL consultato il 28 settembre 2009.
- Tessari, Domenico La cinematica applicata alle macchine ad uso delle scuole d'applicazione per gli ingegneri degli ingegneri, e costruttori meccanici (Torino: E. Loescher, 1890)
- (EN)  Ziwet, Alexander An elementary treatise on theoretical mechanics part 1: Kinematics (Nueva York: Macmillan 1893)

### Cinematica relativistica
- (EN)  Carmichael, Robert D. The theory of relativity (Nueva York: John Wiley & Sons, 1920)